# Li Xuepeng
Li Xuepeng (chin. upr. 李学鹏, chin. trad. 李學鵬, pinyin Lǐ Xuépéng; ur. 18 września 1988 w Dalian) – chiński piłkarz występujący na pozycji obrońcy. Zawodnik klubu Guangzhou Evergrande.

## Kariera klubowa
Li zawodową karierę rozpoczynał w 2007 roku w zespole Dalian Shide z Chinese Super League. W debiutanckim sezonie 2007 pełnił tam rolę rezerwowego. W lidze wystąpił wówczas 5 razy i strzelił 1 gola, a w Chinese Super League zajął z klubem 5. miejsce. Grał także na wypożyczeniu w hongkońskiej ekipie Citizen AA. Od sezonu 2008 Li stał się podstawowym graczem Dalian Shide. W latach 2013-2014 grał w Dalian A’erbin. W 2014 przeszedł do Guangzhou Evergrande.

## Kariera reprezentacyjna
W reprezentacji Chin Li zadebiutował 4 czerwca 2010 roku w wygranym 1:0 towarzyskim meczu z Francją.
W 2011 roku został powołany do kadry na Puchar Azji.